# 焦點通信
焦點通信股份有限公司，簡稱焦點通信股份，以及焦點通信（德語：Highlight Communications AG，FWB：HLG），在1983年由多名投資者創立，現時Bernhard Burgener為總裁，屬於綜合媒體一分子。
主要業務在全球經營電影、電視媒體等行業，包括康斯坦丁影业公司，該公司於1999年上市，而總部位於瑞士。
而最大股東為康斯坦丁梅德。

## 連結
- highlight-communications.ch （页面存档备份，存于）